# Zesius
Zesius is een geslacht van vlinders van de familie Lycaenidae, uit de onderfamilie Theclinae.

## Soorten
- Z. chrysomallus Hübner, 1819
- Z. phaeomallus Hübner, 1819